# Barbara Dare
Pour les articles homonymes, voir Dare.
Barbara Dare, née le 27 février 1963 à Wayne, New Jersey, est une actrice pornographique et danseuse érotique américaine.

## Biographie
Dare arrive dans l'industrie du X grâce à sa pratique de l'échangisme à New York. Elle fréquente souvent le club "Plato's Retreat", ce qui lui donnera le surnom de "Miss Plato's".
Elle commence dans l'industrie en 1985 et signera un contrat d'exclusivité de 100 000 $ avec "Essex Video", plus tard avec Vivid. Elle se décrit comme bisexuelle.
Barbara Dare a participé à une centaine de films plutôt lesbienne, elle quitte le milieu en 1994.
Elle a fait du striptease au Canada.

## Filmographie sélective
- True Legends Of Adult Cinema: The Erotic 80's (1992)
- Lick Bush (1992)
- Wet Pink (1992)
- Where the Boys Aren't 2 (1990)
- Where the Boys Aren't (1989)
- Sorority Pink 1 & 2 (1989)
- Girls Who Dig Girls, 19, 18, 17, 13, 12, 11, 8, 7 (1988)
- Mardi Gras (1986)
- Miami Spice & II (1986)
- Oral Majority (1986)
- Ride a Pink Lady (1986)
- Sex Asylum II (1986)
- Sex Beat (1986)
- Sex Game (1986)
- Sheer Bedlam (1986)
- Sin City (1986)
- Sinful Sisters (1986)
- Slippery When Wet (1986)
- Sophisticated Women (1986)
- The Wild, Wild West (1986)
- The Zebra Club (1986)
- Lilith Unleashed (1985)
- The Oddest Couple (1985)
- Blow by Blow (1984)
- Tongue 'n Cheek (1985)
- Wild In The Wilderness (1988)
- Star Cuts 64: Barbara Dare (1987)

### Film classique
- 1992 : Qui a peur du diable ?, Fred Olen Ray...as Jan (Stacey Nix).

## Récompenses
- 1987 : AVN Best New Starlet Award[3]
- 1989 : AVN Award for Best Actress (Video) - Naked Stranger[4]
- 1990 : AVN Award for Best All-Girl Sex Scene - Video -True Love (avec April West)
- AVN Hall of Fame
- XRCO Hall of Fame